# はやぶさ/HAYABUSA
『はやぶさ/HAYABUSA』は、20世紀フォックス映画製作・配給の日本映画。2011年10月1日に日本公開された。監督は堤幸彦。主演は竹内結子。
日本の小惑星探査機「はやぶさ」のプロジェクトとそれに参加した人々を描く。

## 概要
2011年から2012年春にかけて、小惑星探査機「はやぶさ」の帰還を受けて企画・製作された映画が相次いで公開されたが、本作はそのうち実写の第1弾となった作品である。「はやぶさ」を題材とした映画は他に『はやぶさ 遥かなる帰還』、『おかえり、はやぶさ』が製作されており、映画大手3社競作として注目を集めた。
2011年7月27日には「史上初の宇宙試写会」という触れ込みの元、国際宇宙ステーションに滞在中の宇宙飛行士である古川聡を最初の観客として、衛星回線を使用して本作の試写会を行うという話題作りが行われた。
同年10月1日の日本公開と同時に、2012年3月にアメリカ合衆国主要10都市で公開予定であることが発表された。
日本では全国303スクリーンで公開され、2011年10月1-2日の初日3日間で興収1億280万2,800円、動員9万5,351人になり映画観客動員ランキング（興行通信社調べ）で初登場第5位となった。ぴあ映画生活による10月1日公開の「映画・満足度ランキング」では1位となり、その後発表された「クチコミ満足度ランキング（上映中作品）」でも1位を獲得した（2011年10月18日現在）。
平成23年度文部科学省選定一般劇映画（青年向き・成人向き）。
キャッチコピーは「それでも君は、帰ってきた。」「あきらめない勇気を与えてくれたのは、君--。」

## ストーリー
2010年6月13日、オーストラリア・ウーメラ砂漠では、JAXA対外協力室の水沢恵が「はやぶさ」の大気圏再突入を待っていた。
それから遡ること8年前、2002年の夏、水沢は的場泰弘の講演会を熱心に聞いていた。閉会後、水沢は的場に声をかける。後日、彼女は的場から宇宙科学研究所への誘いを受ける。水沢は萩原理の下で対外協力室のスタッフのかたわら、坂上健一が率いる小惑星探査機「MUSES-C」に搭載するためのカメラチームでも働くことになる。探査機はイオンエンジンの推進と地球スイングバイによって小惑星イトカワまで航行し、小惑星のサンプルを回収した上で地球に帰還することを目標とした、世界的にも例の無いプロジェクトだった。
広報として子供たちに説明をする水沢は、つい専門用語を駆使しすぎて説明してしまい、親子連れに呆れられてしまう。分かりやすい説明の必要を感じた水沢は、日本の探査機開発の歴史を調べ、坂上やプロジェクトマネージャー・川渕幸一の関わってきた姿を知る。そして子供たちのために、「はやぶさ」をキャラクター化して説明する絵本を作り始める。
やがて火星探査機「のぞみ」が軌道投入計画を断念せざるを得なくなり、一般から募集した名前を「のぞみ」に乗せて火星に送るプロジェクトも合わせて頓挫する。水沢は亡き兄の名前で応募していたことを的場らに明かす。彼女の宇宙への思いは、幼くして亡くなった兄の遺志を継ぎたいという気持からであった。
彼らの計画する小惑星探査機「MUSES-C」は、低予算に苦しみ、打ち上げ予定地の漁業関係者や文科省との交渉、材料の軽量化などに悩まされながらも、「はやぶさ」と名付けられ、2003年5月9日スタッフや地元の人々に見守られつつロケットによる打ち上げを成功させる。はやぶさは宇宙の旅を続け、搭載されたカメラは世界で初めてイトカワの姿を捕えた。だが、イトカワへのタッチダウンは不時着してしまい、故障の恐れがあることがわかる。スタッフに不安が広がる中、川渕は再度のタッチダウンを決断する。帰還の途についたはやぶさは通信途絶し、数週間もの間行方不明となってしまう。
そんな中、水沢は博士号取得を目指した論文が不可となり、先の見えない研究の道に空しさを感じ始める。さらに坂上が契約期間終了のためJAXAを去ってしまう。坂上は科学者としての心構えを説き、水沢を激励して去ってゆく。長年にわたる「はやぶさ」の計画の中で、定年退職した萩原のようなスタッフや、開発途上で亡くなり計画の最後を見られないまま去る者も現れる。水沢は兄の墓前で、兄の遺志を継ぐだけでなく自分自身の想いが大事だと母に諭される。
ようやく復帰した「はやぶさ」は、燃料漏れなどによる故障のため満身創痍の状態であることがわかる。ぎりぎりの帰還劇に、川渕は岡山まで足を延ばして神社で祈願をし、宇宙好きの人々はインターネットを通じて水沢のレポートを読みながら祈るように見守り続ける。
大気圏再突入の夜、ウーメラの大地に立ってその瞬間を待つ水沢のもとに坂上が現れる。カプセルを地上へ分離し、自らは燃え尽きてゆく「はやぶさ」の姿を見るスタッフたちの目には涙が光る。
その後、ある講演会場には、的場の見守る中理学博士として「はやぶさ」に関する講演をする水沢の姿があった。水沢は宇宙への思いを通じて知った「命」の素晴らしさを説き、観客たちの拍手を受ける。

## 登場人物
一部の登場人物は実際のJAXA職員及び関係者がモデルとなっている。
水沢恵 - 竹内結子(少女時代 - 畠山紬、はやぶさ君の声 - 水沢恵)
対外協力室（広報）兼カメラチーム研究生。北海道大学卒業後アルバイトをしながら研究を続けていたが、的場の誘いで宇宙科学研究所のスタッフとなる。カメラ班や広報のスタッフなど複数の関係者をモデルにした架空の人物。
的場泰弘 - 西田敏行
宇宙科学研究所対外協力室長・教授
講演、スタッフ間・実験に関する地元民との調整、文部科学省との予算の交渉など幅広い活動を行っている。
対外協力室室長・教授の的川泰宣がモデル。
坂上健一 - 髙嶋政宏
水沢が所属する小惑星探査機「はやぶさ」に搭載するカメラ部分の製作を担当するカメラチームのリーダー。
招聘（しょうへい）研究員(当時。現・東海大学研究員)の齋藤潤がモデル。
川渕幸一 - 佐野史郎
「はやぶさ」プロジェクト全体を指揮するとともに、大気圏外における小惑星探査機「はやぶさ」の運用を指揮する。
プロジェクトマネージャー。川口淳一郎がモデル。
田嶋学 - 山本耕史
サンプラー担当者兼スーパーバイザー。宇宙科学研究所固体惑星研究系准教授・矢野創がモデル。
喜多修 - 鶴見辰吾
イオンエンジン開発担当責任者。宇宙科学研究所宇宙輸送工学研究系教授・國中均がモデル。
矢吹豊 - 筧利夫
文部科学省官僚。
宇宙科学研究所や「はやぶさ」プロジェクトにおける予算を担当し、的場と予算の交渉を行う。
小田島加那子 - 市川実和子
対外協力室室員。対外協力室の女性スタッフがモデル。
平山孝行 - 甲本雅裕
運用スーパーバイザー。宇宙科学研究所准教授・西山和孝がモデル。
福本哲也 - マギー
カプセル担当責任者。宇宙航行システム研究系准教授・山田哲哉がモデル。
磯村英樹 - 佐藤二朗
探査機製造メーカー担当者。NEC・木村雅文がモデル。
長島浩二 - 正名僕蔵
高岡宗太郎 - 六角慎司
大東敦子 ‐ 藤本静
北川一昌 ‐ 川島潤哉
イオンエンジン研究運用担当。
萩原理 - 高橋長英
サイエンスマネージャー。元宇宙航空研究開発機構宇宙科学本部教授・藤原顕がモデル。
内之浦打ち上げ統括 - 大石吾朗
内之浦宇宙空間観測所の打ち上げ統括責任者。「はやぶさ」を乗せたM-Vロケット打ち上げの最終判断を下した。
自治会の田中 - 野添義弘
喜多の暮らす地域の自治会の会員。
高知・漁連会長 島田 - 清水宏、宮崎・漁連会長 田辺 - 諏訪太朗、内之浦・漁連会長 佐川 - 河原さぶ
ロケット打ち上げにより影響を受ける海域の漁連の人々。的場たちの交渉を受ける。
和代 - 木野花
水沢の母。
スーパーの店員 - 松金よね子
水沢のアルバイト先の同僚である中年女性。国立一期校卒業のエリートである水沢が、アルバイトを掛け持ちしながらJAXAでボランティア同然の仕事をしていることを不思議に思っている。
はやぶさファンのおじいさん - 蛭子能収
幼い孫とともにパソコンの画面からはやぶさの軌跡を見守り続けた。
ニュースキャスター - 戸田恵子(声のみ出演)
はやぶさのサンプルリターンのニュースを伝えるキャスター。
中和神社宮司 - 桂ざこば
川渕が参拝した岡山県の中和神社（ちゅうかじんじゃ）の宮司。
オタク - 生瀬勝久
はやぶさの熱狂的なファン。
管制室スタッフ - 薄井伸一

## エピソード
- 撮影現場にJAXAの関係者が常駐するなど、JAXA全面協力下で、JAXA相模原キャンパスでもロケを敢行。また、はやぶさが持ち帰ったカプセルが着陸したオーストラリアのウーメラ砂漠、NASAの施設など、日本国外でも撮影を行った[16]。

## スタッフ
- 監督：堤幸彦
- エグゼクティブ・プロデューサー：玉江唯
- プロデューサー：井上潔
- 脚本：白崎博史、井上潔
- 参考書籍：小野瀬直美：著、寺薗淳也：監修『はやぶさ君の冒険日誌』（毎日新聞社）ISBN 978-4-620-32025-0
- 協力プロデューサー：宮崎大、市山竜次
- ラインプロデューサー：安斎みき子
- 協力：宇宙航空研究開発機構 (JAXA)
- VFXスーパーバイザー：野崎宏二
- セカンドユニット監督：木村ひさし
- アソシエイトプロデューサー（JAXA担当）：井川浩哉
- 撮影：唐沢悟
- 照明：舘野秀樹
- 美術監督：相馬直樹
- 装飾：田中宏
- 衣裳：清藤美香
- ヘア&メイクアップ：井川成子
- キャスティング：新江佳子
- 録音：鴇田満男
- 音響効果：北田雅也
- 編集：伊藤伸行
- スクリプター：奥平綾子
- 助監督：北川博康
- 制作担当：高瀬大樹
- 音楽：長谷部徹、瀬川英史、横山克
- 音楽プロデュース：石井和之
- 主題歌：fumika「たいせつな光」（アリオラジャパン）
- オーストラリアクルー協力：CPインターナショナル
- VFX&CG：N-DESIGN、イマージュ、Motor/lieZ、フレームワークス・エンターテインメント
- 技術協力：アップサイド、池田屋
- 美術協力：高浜塗装、アートインプレッション、日本活動装置、俳優座劇場
- 現像：IMAGICA
- スタジオ：日活撮影所
- ロケ協力：鹿児島フィルムオフィス、岡山県フィルムコミッション、常総フィルムコミッション、さがみはらフィルムコミッション、千葉県フィルムコミッション、NPO法人パートナーシップきさらづ、肝付町　ほか
- 協力：JAXA相模原キャンパス、内之浦宇宙空間観測所、臼田宇宙空間観測所、NASA、JPL-Caltech、日本電気、NECネッツエスアイ、富士通、富士通TCソリューション事業本部、ブロードバンドテレビ、宇部興産、大阪市立博物館、五藤光学研究所、台湾国立中央大学天文研究所、藤倉航装
- 製作：「はやぶさ/HAYABUSA」フィルムパートナーズ（20世紀フォックス映画、20世紀フォックスホームエンターテイメントジャパン、角川書店、アグン・インク、ソニー・ミュージックエンタテインメント、電通、オフィスクレッシェンド、毎日新聞社）
- 製作総指揮：フォックス・インターナショナル・プロダクションズ
- 企画・製作プロダクション：アグン・インク
- 配給：20世紀フォックス映画

## 受賞歴
- 第24回日刊スポーツ映画大賞・石原裕次郎賞 助演男優賞（2011年） - 西田敏行（『ステキな金縛り』『はやぶさ/HAYABUSA』『探偵はBARにいる』）[17]

## DVDリリース・派生作品

### DVD・ブルーレイ
はやぶさ/HAYABUSA デラックスBOX〔初回生産限定〕
2012年3月7日発売、Blu-ray Disc+DVD+特典ディスクボックスセット、¥7,600(税込¥7,980)
封入特典
- はやぶさ冒険すごろく
- はやぶさひみつ道具大解説書
- 作って遊ぼうペーパークラフト（サイコロ＆駒）

映像特典
- 本編ディスク
  - 髙嶋政宏（坂上健一役）、矢野創（サンプル採取／カプセル回収担当）、寺薗淳也（インターネット広報担当）、井上潔（プロデューサー／共同脚本）による音声解説
  - 入選イラスト集（DVDのみ）

- 特典ディスク
  - JAXA相模原キャンパスへようこそ!
  - ドキュメント! 関係者が語る“あのシーン”
  - 「この国とこの星と私たち」的川泰宣講演会
  - ここでしか見れない“はやぶさ”装置解説
  - 完成披露イベント
  - 「はやぶさ/HAYABUSA」を作るのに必要な10のミッション

はやぶさ/HAYABUSA
2012年3月7日発売、DVDのみ、¥3,800(税込¥3,990)
映像特典
- 音声解説、入選イラスト集のみ

### 書籍
- ノベライズ： 百瀬しのぶ他『はやぶさ/HAYABUSA』（角川書店〈角川文庫〉）ISBN 978-4-04-394469-9
- 児童向けノベライズ：鷹見一幸・著、かしわ・イラスト『はやぶさ/HAYABUSA』（角川書店〈角川つばさ文庫〉）ISBN 978-4-04-631188-7